# Брадјанкур
Брадјанкур (фр. Bradiancourt) насеље је и општина у северној Француској у региону Горња Нормандија, у департману Приморска Сена која припада префектури Дјеп.
По подацима из 2011. године у општини је живело 236 становника, а густина насељености је износила 57,42 становника/km². Општина се простире на површини од 4,11 km². Налази се на средњој надморској висини од 220 метара (максималној 231 m, а минималној 189 m).

## Демографија
| 1962. | 1968. | 1975. | 1982. | 1990. | 1999. | 2011. |
| ----- | ----- | ----- | ----- | ----- | ----- | ----- |
| 89    | 114   | 118   | 117   | 131   | 138   | 236   |

График промене броја становника у току последњих година